# Tremitunte
Tremitunte (en griego, Τρεμιθοῦς) es el nombre antiguo de Τρεμετουσιά o Tremetousia (pronunciado localmente /tremetuˈʃa/; en turco Tremeşe o Erdemli), pueblo del distrito de Lárnaca en Chipre, a 7 kilómetros al este de Athienou. Es hoy uno de los cuatro pueblos de dicho distrito que está bajo el control de la República Turca del Norte de Chipre, junto con Arsos, Melouseia y Pergamos.
En la Antigüedad fue una ciudad de cierta importancia, citada por Esteban de Bizancio, Ptolomeo, Hierocles, Jorge de Chipre y otros, y en ella el rey Ricardo de Inglaterra derrotó al usurpador Isaac Comneno en 1191, completándose así la ocupación cruzada de la isla de Chipre. La ciudad sería entonces destruida y hasta hoy solamente pervive un pequeño pueblo.   
La ciudad de Tremitunte fue la sede episcopal de san Espiridón, que participó en el concilio de Nicea (325) y cuyo culto está muy extendido en todas las iglesias orientales. Tremitunte también fue cuna de los santos Arcadio y Néstor.